# António de Saldanha
António de Saldanha (n. secolul al XV-lea – d. secolul al XVI-lea) a fost un căpitan castelan - portughez din secolul al XVI-lea. A fost primul european care a ancorat în ceea ce este acum numit Table Bay, Africa de Sud și a făcut prima ascensiune înregistrată a Table Mountain.

## Origini
Cronicarii Gaspar Correia și Fernão Lopes de Castanheda îl identifică António de Saldanha ca un „nobil castilian” care a ajuns în Portugalia în jurul anului 1497, în slujba reginei Maria de Aragon. Numele său originar din castelană nu este cunoscut, „Saldanha” referindu-se probabil la orașul castelan Saldaña, care ar fi putut fi locul său de origine. 

## Expediția din 1503
Fiind un om cu „o oarecare experiență nautică”, Saldanha a fost numit să conducă un echipaj format de trei nave, parte a flotei lui Afonso de Albuquerque, cu destinația India, menită să consolideze așezarea portugheză la Kochi. Deși însoțea flota din India,  s-a spus că echipei lui Saldanha i s-au dat instrucțiuni separate pentru a patrula gura Mării Roșii și a prăda transportului arab. 
Echipa de trei nave a lui Saldanha cu trei nave (conduse de el însuși, Rui Lourenço Ravasco și Diogo Fernandes Pereira) au pornit din Lisabona la începutul lunii mai 1503, intenționând să ajungă din urmă flota principală a lui Albuquerque, deja pornită. Echipajul a navigat din greșeală în Golful Guineei; Saldanha și Lourenço (care se rătăciseră în apropiere de São Tomé), nu știau unde ar putea fi a treia lor navă (Diogo Fernandes se afla de fapt pe calea cea bună, navigând singur). Cei doi rămași au început să-și croiască cu greu drumul spre sud de-a lungul coastei africane, împotriva vânturilor și a curenților potrivnici. Undeva pe parcurs, Saldanha și Lourenço s-au pierdut unul de altul. 

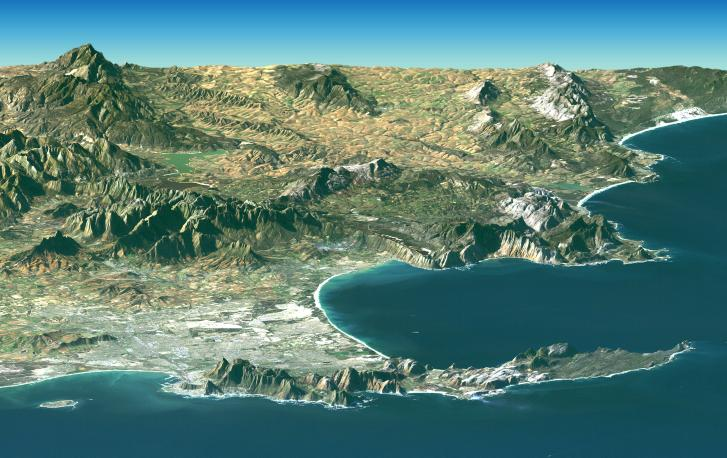
Cape Town: Table Bay (stânga), peninsula Cape Point (dreapta) și False Bay (în spate)

Din nou, din cauza unei greșeli de pilotaj, Saldanha și-a calculat greșit ruta de traversare și a sfârșit ajungând la debarcader chiar la nord de Capul Bunei Speranțe. Saldanha a devenit astfel primul european care a pus piciorul în ceea ce urma să devină Cape Townul modern. Saldanha a urcat muntele cu vârf plat adiacent golfului și a identificat vârful Cape Point mai spre sud. El a numit vârful Table Mountain și (legenda spune că el și oamenii săi) au sculptat o cruce în stânca unei formații din apropiere, urme care pot fi găsite și astăzi pe Capul Leului. Saldanha și-a refăcut aprovizionarea cu apă dintr-o sursă a tribului Khoikhoi, fiind ușor rănit înainte de a se întoarce la nava sa.
Table Bay a fost numit imediat Aguada de Saldanha (oprirea pentru apă a lui Saldanha) de către cartografii portughezi din secolul al XVI-lea. În 1601, marinarul și cartograful olandez Joris van Spilbergen a identificat un golf situat mai la nord de Cape ca fiind Aguada de Saldanha. Această locație a devenit cunoscută sub numele de Golful Saldanha, iar locul în care ancorat Saldanha a fost redenumit Table Bay.
Saldanha a plecat în cele din urmă din Africa de Sud și l-a ajuns pe Lourenço Ravasco la Malindi. Au pornit împreună pentru a forța un tratat cu Mombassa, înainte de a se îndrepta spre Marea Roșie. Saldanha și Lourenço Ravasco au petrecut iarna anului 1503-1504 în apropierea Cape Guardafui, prinzând numeroase nave comerciale arabe. Ei ignorau complet faptul că Diogo Fernandes se afla chiar în apropiere, iarnând liniștit de unul singur pe insula Socotra. 
În primăvara anului 1504, încredințând pentru păstrare o mare parte din comorile furate regelui Malindi, Saldanha și Lourenço Ravasco au navigat prin Oceanul Indian către India. Au fost nevoiți să se oprească pentru o perioadă îndelungată de reparații și odihnă la insula Anjediva, aparent neștiind că, în momentul respectiv, a avut loc o luptă disperată la Cochin, între mica garnizoană portugheză și marea armată a lui Zamorin din Calicut . 
În septembrie 1504, Saldanha și Lourenço Ravasco au fost găsiți de către cea a șasea India Armada, aflată sub comanda lui Lopo Soares de Albergaria, care i-a ajutat să termine reparațiile, anexându-i flotei sa pornind către Cochin. Saldanha a participat la mai multe acțiuni în India la sfârșitul anului 1504, în special la Cranganore în octombrie. 
În ianuarie 1505, Saldanha s-a alăturat flotei ce se întorcea la Lisabona. Flota s-a oprit de Malindi pentru a-și ridica comoara depusă și a sosit la Lisabona în iulie. 

## Pasager în 1506
Potrivit lui João de Barros, António de Saldanha s-a întors în Oceanul Indian în 1506, cu a opta Armada sub conducerea lui Tristão da Cunha, deși nu ca un căpitan al propriei nave. A servit în principal drept navigator, pentru a ajuta la călăuzirea echipei lui Afonso de Albuquerque, aflată la Marea Roșie, în jurul Capului Guardafui. 
La sfârșitul anului 1506 și începutul anului 1507, când flota staționa în lha de Moçambique, în așteptarea vânturilor favorabile, amiralul Tristão da Cunha a pus propriul său vas, Sant 'Iago, sub comanda temporară a Saldanha, în timp ce pleca în unele expediții exploratorii pe coasta africană pe un vas mai mic.
Cunha a întâlnit curând Flor de la Mar, nava lui João da Nova, care, la întoarcerea din India din anul precedent, a  fost nevoită să se oprească pentru reparații. Condimentele au fost transferată pe o altă navă (fără nume) și plasate sub comanda lui Antonio de Saldanha, cu instrucțiuni de navigare în siguranță înapoi la Lisabona.
Se spune că Saldanha s-a oprit lângă Saldanha Bay (cea modernă, nu Table Bay) în călătoria de întoarcere.

## Căpitanul Sofala-Mozambic (1509)
În 1509, António de Saldanha a fost numit pentru un mandat de trei ani în funcția de căpitan major al Sofala și Ilha de Moçambique (Africa de Est), urmându-i regretatului Vasco Gomes de Abreu. El a pornit în primăvara anului 1509 ca pasager al Armadei a unsprezecea sub D. Fernando Coutinho și a fost depus la Ilha de Moçambique în august. În timpul mandatului său, Saldanha a ajutat la supravegherea dezmembrării fortului portughez de la Kilwa (Quiloa) în 1511. 
În 1512, mandatul său din Sofala-Mozambic s-a încheiat, António de Saldanha fiind înlocuit de noul guvernator Simão de Miranda de Azevedo, în octombrie. Saldanha a preluat conducerea navei Miranda pentru întoarcerea la Lisabona. 

## In memoriam
- Golful Saldanha din Africa de Sud este numit după acest explorator.